# Мерная цепь

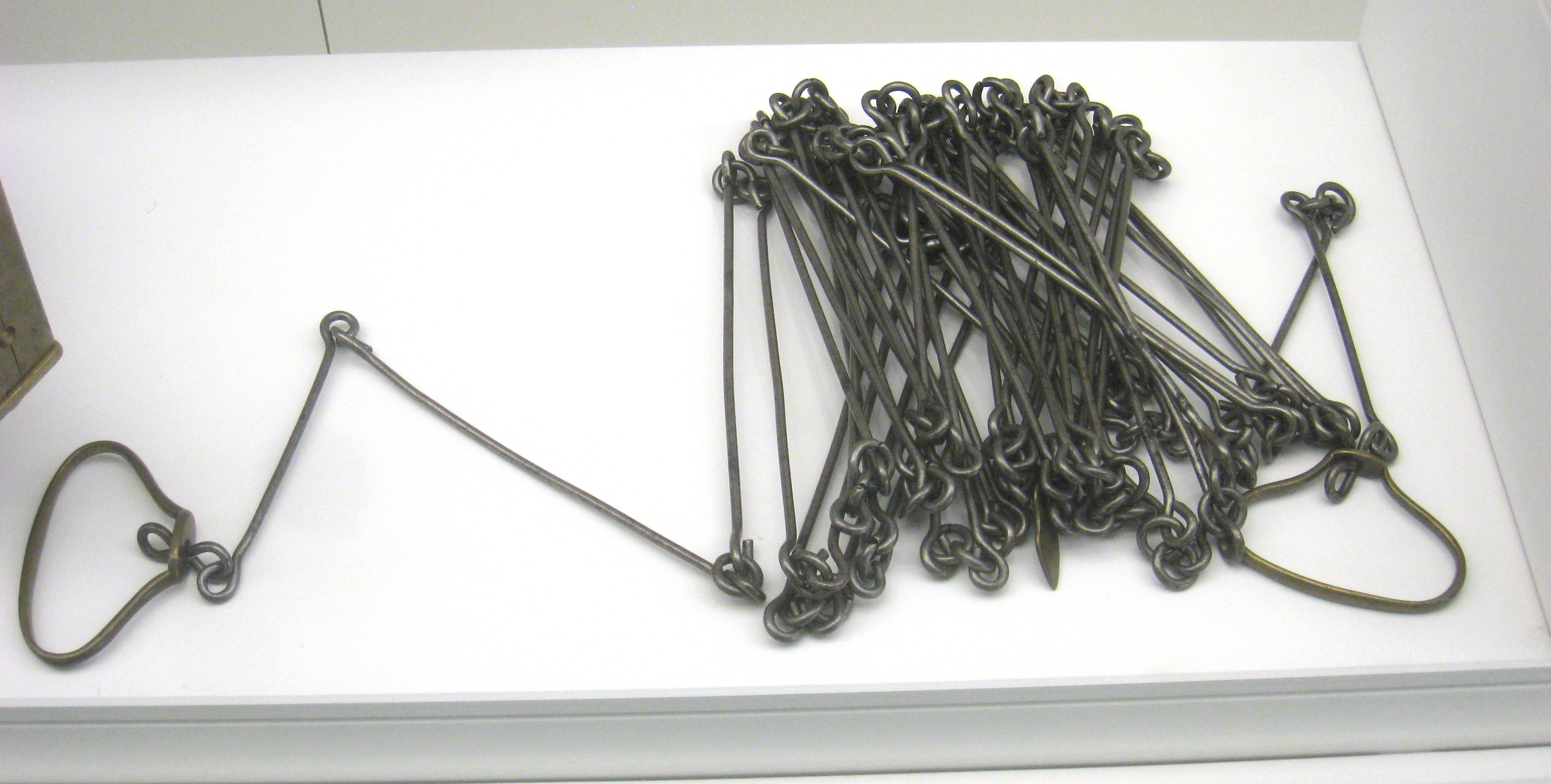
Мерная цепь

Мерная цепь (также чейн, от англ. chain — цепь) — устаревшая британская и американская единица измерения расстояния, равная 20,1168 метра (22 ярда), предназначенная для использования землемерами. Международное обозначение — ch. В России мерная цепь имела длину 10 саженей, то есть 21,336 метра и могла содержать 100 звеньев, иногда - 70 (звенья по одному футу) или 60 (звенья по ½ аршина). Единице измерения соответствовал физический объект — цепь из стальных звеньев с латунными бляхами, отмечавшими границы саженей.
1 чейн = 100 звеньев = 1⁄10 фурлонга = 4 рода = 66 футов = 20,1168 метра.
Существовал также инженерный чейн длиной 30,48 метра.